# Ozyptila maculosa
Ozyptila maculosa es una especie de araña cangrejo del género Ozyptila, familia Thomisidae.

## Distribución
Esta especie se encuentra en Reino Unido.